# Xerophyta argentea
Xerophyta argentea är en enhjärtbladig växtart som först beskrevs av Hiram Wild, och fick sitt nu gällande namn av Lyman Bradford Smith och Edward Solomon Ayensu. Xerophyta argentea ingår i släktet Xerophyta och familjen Velloziaceae. Inga underarter finns listade.